# Carrascal del Obispo
Carrascal del Obispo ist eine westspanischer Ort und eine Gemeinde (municipio) mit 187 Einwohnern (Stand: 2024) in der Provinz Salamanca in der Region Kastilien und León. Neben dem Hauptort Carrascal gehören zur Gemeinde die Ortschaften Olleros, Huelmos y Casasolilla, San Pedro Acerón de Abajo, San Pedro Acerón de Arriba und Pedro Martín.

## Lage und Klima
Die ca. 905 m hoch gelegene Gemeinde Carrascal del Obispo befindet sich im Süden der altkastilischen Hochebene (meseta). 
Die Stadt Salamanca ist knapp 37 Kilometer in nordöstlicher Richtung entfernt. Das Klima im Winter ist durchaus kühl; die geringen Niederschlagsmengen (591 mm/Jahr) fallen – mit Ausnahme der nahezu regenlosen Sommermonate – verteilt übers ganze Jahr.

## Bevölkerungsentwicklung
| Jahr      | 1970 | 1981 | 1991 | 2001 | 2011 | 2021 |
| Einwohner | 518  | 366  | 268  | 252  | 233  | 194  |

Das kontinuierliche Bevölkerungswachstum der Gemeinde basiert im Wesentlichen auf dem Zuzug der durch die Mechanisierung der Landwirtschaft und der Aufgabe bäuerlicher Kleinbetriebe arbeitslos gewordenen Landbevölkerung (Landflucht), die günstigen Wohnraum nahe der Großstadt Salamanca suchte.

## Sehenswürdigkeiten
- Kirche Mariä Heimsuchung (Iglesia de la Visitación)